# Calosphenisca volucris
Calosphenisca volucris är en tvåvingeart som beskrevs av Friedrich Georg Hendel 1914. Calosphenisca volucris ingår i släktet Calosphenisca och familjen borrflugor.
Artens utbredningsområde är Taiwan. Inga underarter finns listade.